# Liste des sénateurs de la Polynésie française
Cet article dresse la liste des sénateurs de la Polynésie française, collectivité d'outre-mer représentée au Sénat par deux élus pour un mandat de six ans. La dernière élection a lieu en 2020.
Les actuels sénateurs de la Polynésie française sont Lana Tetuanui (Tapura huiraatira) et Teva Rohfritsch (Ia Ora te Nuna'a).

## Mandat 2020-2026
| Sénateur        | Étiquette d'élection | Groupe  | Première élection |
| --------------- | -------------------- | ------- | ----------------- |
| Lana Tetuanui   | Tapura huiraatira    | App. UC | 2015 (partielle)  |
| Teva Rohfritsch | Tapura huiraatira    | RDPI    | 2020              |

## Historique depuis 1946
| Nom                                                                      | Dates de mandat                      | Parti politique                                        |
| ------------------------------------------------------------------------ | ------------------------------------ | ------------------------------------------------------ |
| Conseillers de la République pour l'Océanie sous la Quatrième République |                                      |                                                        |
| Joseph Quesnot (1895-1949)                                               | 22 décembre 1946 – 31 mars 1949      | Républicains indépendants                              |
| Robert Lassalle-Séré (1898-1958)                                         | 25 mai 1949 – 15 mars 1953           | Rassemblement des gauches républicaines                |
| Jean Florisson (1901-1996)                                               | 15 mars 1953 – 8 juin 1958           | Rassemblement démocratique des populations tahitiennes |
| Gérald Coppenrath (1922-2008)                                            | 8 juin 1958 – 26 avril 1959          | Union tahitienne démocratique                          |
| Sénateurs de la Polynésie française sous la Cinquième République         |                                      |                                                        |
| Gérald Coppenrath (1922-2008)                                            | 26 avril 1959 – 1er octobre 1962     | Union tahitienne démocratique (UTD), puis UTD-UNR      |
| Alfred Poroi (1906-1994)                                                 | 1er octobre 1962 – 1er octobre 1971  | Union tahitienne                                       |
| Pouvanaa Oopa Tetuaapua (1895-1977)                                      | 1er octobre 1971 – 10 janvier 1977   | Pupu Here Aia                                          |
| Daniel Millaud (1928-2016)                                               | 11 janvier 1977 – 30 septembre 1998  | E'a Api (jusqu'en 1989), puis Te E'a No Maohi Nui      |
| Gaston Flosse (né en 1931)                                               | 1er octobre 1998 – 16 septembre 2014 | Tahoeraa huiraatira                                    |
| Richard Tuheiava (né en 1974)                                            | 1er octobre 2008 – 30 septembre 2014 | Tavini huiraatira                                      |
| Vincent Dubois (né en 1981)                                              | 1er octobre 2014 – 6 février 2015    | Tahoeraa huiraatira                                    |
| Teura Iriti (née en 1965)                                                | 1er octobre 2014 – 6 février 2015    | Tahoeraa huiraatira                                    |
| Nuihau Laurey (né en 1964)                                               | 3 mai 2015 – 30 septembre 2020       | Tapura huiraatira puis A here ia Porinetia             |